# Johanna Spyri
Johanna Spyri (rojena Johanna Heusser), švicarska pisateljica, * 12. junij 1827, Hirzel, Švica, † 7. julij 1901, Zürich, Švica.
Johanna Louise Spyri je pisala zgodbe o življenju na podeželju, ki so bile namenjene otrokom in odraslim. Znana je po romanu Heidi, ki je preveden v mnogo jezikov. Zgodba govori o deklici Heidi, ki uživa v preprostem gorskem življenju s svojim dedkom.

## Življenje
Rodila se je v majhni švicarski vasici blizu Züriškega jezera. Njen oče je bil zdravnik, Johanna pa je bila njegov četrti (od šestih) otrok. Leta 1852 se je poročila z odvetnikom Bernhardom Spyrijem, s katerim je imela sina Bernharda. Leta 1884 sta oba umrla in Johanna se je posvetila pisanju in dobrodelnosti. Umrla je 7. julija 1901, stara 74 let, v Zürichu, kjer je na pokopališču Sihlfeld pokopana s svojo družino. Leta 1951 so v Švici naredili znamko z njenim portretom, leta 2009 pa so jo upodobili na spominskem kovancu za 20 švicarskih frankov.

## Delo
Johanna Spyri je začela pisati precej pozno, in sicer v času francosko-pruske vojne (1870–1871). Ko je živela v Zürichu, je začela z zgodbami o življenju na podeželju. V Švici je bilo v tistem času veliko beguncev in sirot, Johanna pa je pisala zgodbe za otroke, da bi jih razveselila. Prvo literarno delo Ein Blatt auf Vrony’s Grab (prevoda v slovenščino ni) je izdala leta 1880 in govori o ženski, ki se spopada z nasiljem v družini. Za tem je napisala več zgodb za otroke in odrasle, tudi njen najbolj znan roman Heidi, ki ga je napisala v štirih tednih in je izšel leta 1881. Zgodba govori o deklici Heidi, siroti, ki s svojim samotarskim dedkom živi v švicarskih Alpah. V slovenščino so prevedena avtoričina dela Heidi, Dori in Gritli, Dobra vila in Otroci planin. Po izgubi moža in otroka je do svoje smrti napisala še prek 50 zgodb. Vsa svoja dela je napisala v nemščini in v angleščino so bila prevedena šele na koncu 19. stoletja.